# 迪氏滇银鳞蛛
迪氏滇银鳞蛛（学名：Dianleucauge deelemanae）为肖峭科滇银鳞蛛属的动物。在中国大陆，分布于云南等地，多见于洞穴。该物种的模式产地在云南。